# Autoridad Monetaria Real de Bután
La Autoridad Monetaria Real de Bután es el banco central del Bután. De propiedad estatal, fue fundado en 1982, tras la aprobación de la ley de fundación promulgada por la Asamblea Nacional de Bután, reunida en su 56.ª sesión. El banco tiene sede en Timbu y su gobernador, desde el 8 de diciembre de 2015, es Dasho Penjore.

## Funciones
El banco tiene la tarea de regular la disponibilidad de moneda y regular el tipo de cambio internacional; promueve la estabilidad monetaria; supervisa y regula la actividad de los bancos y de las instituciones financieras; promueve el crédito y se ocupa de crear las condiciones y la estructura adaptada a un crecimiento equilibrado de la economía. Tiene la función de emitir el ngultrum, la divisa nacional del Bután.